# Mitterhof (Gutshof)

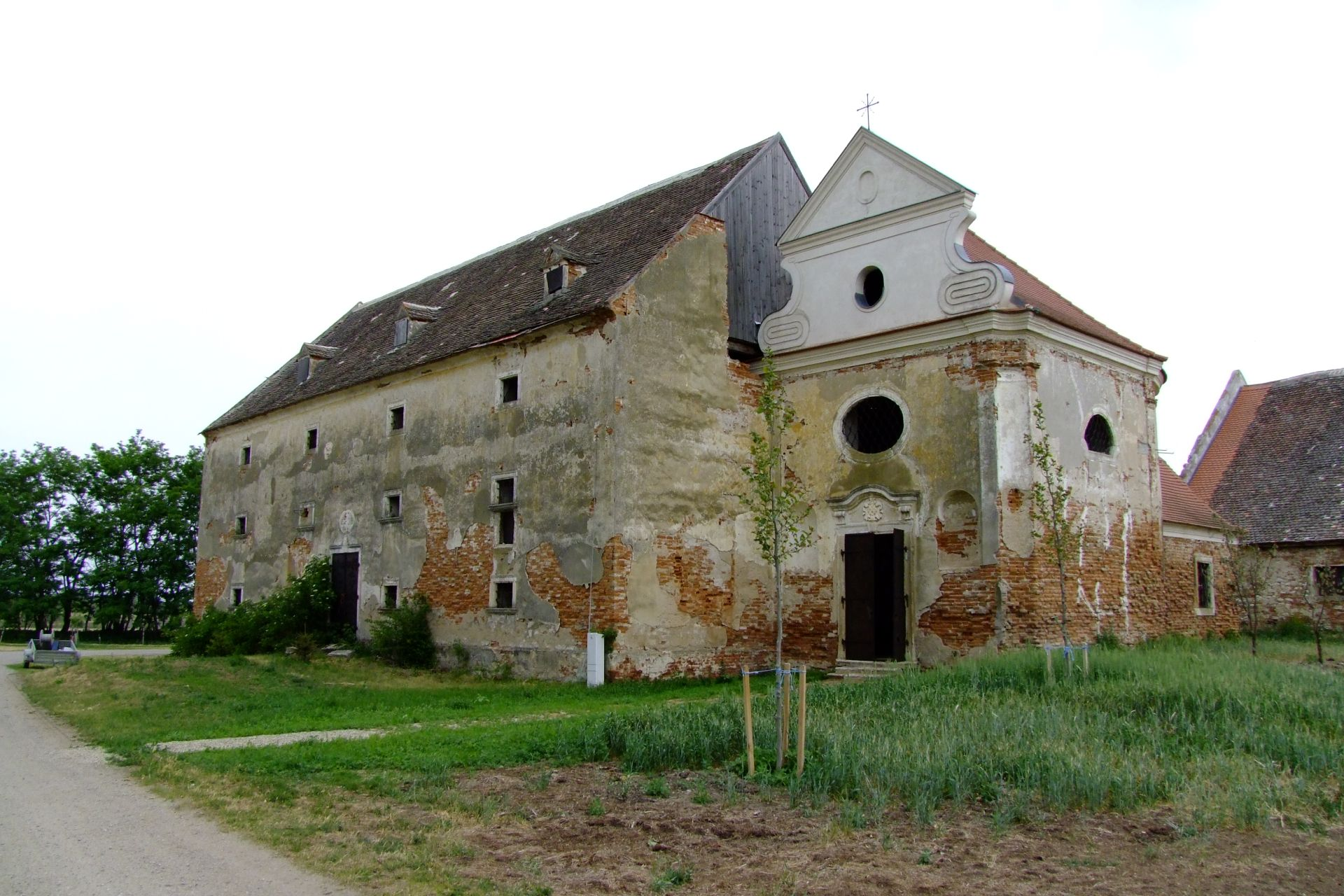
Schüttkasten und Kapelle

Der Mitterhof ist ein Gutshof mit barockem Schüttkasten und Kapelle im niederösterreichischen Ort Wildendürnbach in der Laaer Ebene, nahe der Staatsgrenze zu Tschechien. Schüttkasten und Kapelle stehen unter Denkmalschutz. Die im 18. Jahrhundert errichteten und im 19. Jahrhundert veränderten Wirtschaftstrakte und das zweigeschoßige Verwalterhaus sind um einen rechteckigen Hof angeordnet.
Der denkmalgeschützte Schüttkasten im Westen ist ein dreigeschoßiger Barockbau mit Steingewänden um die Tür und die Rechteckfenster, einer barocken Tür mit schmiedeeisernen Beschlägen und einem mit 1728 bezeichneten Portal, das von einem steinernen Wappen der Familie Reuss bekrönt wird.
Die Kapelle, im Süden unmittelbar an den Schüttkasten angebaut, stammt ursprünglich aus dem 17. Jahrhundert und wurde wohl im 18. Jahrhundert verändert. Die Westfassade des rechteckigen, barocken Saalbaus mit eingezogener Rundapsis ist von konkaven Eckpilastern begrenzt. Der Giebel ist über dem Gesims mit 1729 bezeichnet. Durch ein steinernes Portal unter einem geschwungenen Giebel auf Konsolen ist die Kapelle zugänglich. Seitlich des Portals befinden sich leere Rundnischen, darüber Ochsenaugenfenster. Der Innenraum ist durch ein Kreuzgratgewölbe zwischen kurzen Tonnen gedeckt und hat in der Apsiswölbung Stichkappen. Die Ausstattung der Kapelle ist verlorengegangen.